# Дерев'янко Микита Іванович
Микита Іванович Дерев'я́нко (роки народження і смерті невідомі) — український живописець кінця XIX — початку XX століття. Працював у Києво-Печерській лаврі.

## Творчість
- Написав портрети Миколи І, Олександра І, Євфимія Болховітінова для митрополичних покоїв (1893);
- Зробив розписи у Хрестовоздвиженській церкві на Ближніх печерах (1894);

написав ікони
- «Софія — премудрість божія» для Київського Софійського собору (1899);
- «В'їзд в Єрусалим» і «Вознесіння» для Успенського собору Києво-Печерської лаври (1904);